# 奥维迪乌·科尔内亚
奥维迪乌·科尔内亚（羅馬尼亞語：Ovidiu Cornea，1980年2月25日—），罗马尼亚男子赛艇运动员。他曾代表罗马尼亚参加世界赛艇锦标赛，获得一枚金牌和一枚铜牌。他也曾参加2004年夏季奥运会。